# Hummelsbüttel
Hummelsbüttel è un quartiere della città tedesca di Amburgo. È compreso nel distretto di Wandsbek.

## Storia
Nel 1937 la cosiddetta "legge sulla Grande Amburgo" decretò la cessione del comune di Hummelsbüttel dalla Prussia al Land di Amburgo.